# アメリカ物理学会
アメリカ物理学会（アメリカぶつりがっかい、英語：American Physical Society、略称：APS）は、世界で2番目に大きな物理学者の学会（1位はドイツ物理学会）。1899年設立。毎年20回以上の会合を開催し、5万人以上のメンバーが所属しており、物理学に関する知識の向上と普及を使命としている。
米国物理学協会（American Institute of Physics、略称：AIP）のメンバーとなっている団体であり、会員には毎月、学会誌の代わりに米国物理学協会が発行している "Physics Today" を配布している。なお、その記事の一部は日本では丸善の月刊科学雑誌『パリティ』に翻訳されて掲載されている。
日本物理学会とは提携関係にあり、会員は日本物理学会で発表できる。

## 顕彰
- アーヴィング・ラングミュア賞 - 1931年創設。アメリカ化学会と共催。
- オリバー・E・バックリー凝縮系賞 - 1953年創設。
- ハイネマン賞数理物理学部門 - 1959年創設。米国物理学協会と共催。
- トム・W・ボナー原子核物理学賞 - 1964年創設。
- ジェームス・C・マックグラディ新材料賞 - 1975年創設。
- マックス・デルブリュック賞 - 1982年創設。
- J・J・サクライ賞 - 1985年創設。
- ロバート・R・ウィルソン賞 - 1987年創設。
- パノフスキー賞 - 1988年創設。
- リリエンフェルト賞 - 1989年創設。
- アーサー・L・ショーロー賞 - 1991年創設。
- ラルス・オンサーガー賞 - 1995年創設。
- ハンス・ベーテ賞 - 1998年創設。
- アインシュタイン賞 - 2003年創設。

## 出版物
"Physical Review"、"Physical Review Letters" など数多くの学術雑誌を出版している。
- Physical Review A - 原子物理学、分子物理学、光学、量子情報
- Physical Review B - 物性物理学
- Physical Review C - 原子核物理学
- Physical Review D - 素粒子物理学、重力場、宇宙空間物理学
- Physical Review E - 統計力学、非線形物理学、ソフトマター物理学
- Physical Review Research - オープンアクセス
- Physical Review X - インパクトの高い研究. オープンアクセス
- Physical Review Letters - 特にインパクトの高い研究.
- Physical Review Focus - 各誌の要約
- Physical Review Special Topics Accelerators and Beams - 加速器、粒子線
- Physical Review Special Topics Physics Education Research - 物理教育
- Reviews of Modern Physics - レビュー論文